# Opel
Opel (Adam Opel GmbH), és una marca alemanya d'automòbils, creada el 1862 per l'alemany Adam Opel. L'empresa té la seu central a la ciutat alemanya de Rüsselsheim. Opel va ser part de General Motors de 1929 a 2017. El març de 2017, General Motors ven Opel al grup francès PSA Peugeot-Citroën.

## Història
La companyia va ser fundada a Rüsselsheim, a l'estat federal alemany de Hessen el 21 de gener 1863 per Adam Opel. Al principi, Opel produïa màquines de cosir en un estable a Rüsselsheim. A causa del ràpid creixement del seu negoci, el 1888 la producció es va traslladar des de l'estable a un edifici més espaiós a Rüsselsheim. Encoratjat per l'èxit, Adam Opel va llançar un nou producte el 1886: Va començar a vendre bicicletes de roda alta. A més, dos fills d'Adam Opel van participar en les carreres de bicicleta de roda alta i van promoure aquest mitjà de transport. La producció de bicicletes de roda alta aviat va superar la producció de màquines de cosir. En el moment de la mort d'Adam Opel el 1895, l'empresa era líder en ambdós mercats.
Els primers cotxes van ser produïts el 1899 quan els fills d'Adam Opel van entrar en una aliança amb Friedrich Lutzmann, un manyà de Dessau, a Saxònia-Anhalt, que havia estat treballant en dissenys d'automòbils. Aquests cotxes no van tenir molt èxit i la societat es va dissoldre en 1901, i van signar un nou contracte amb el francès Alexandre Darracq. La companyia va mostrar per primera vegada els cotxes del seu propi disseny en la fira del motor d'Hamburg de 1902, i va començar a fabricar el 1906. La producció d'Opel-Darracq es va interrompre el 1907.
El 1909 va ser produït l'Opel 04/08, conegut com a "Cotxe del Doctor". El 1911, la fàbrica de la companyia va ser pràcticament destruïda pel foc i una nova va ser construïda amb la més actualitzada i el 1914 Opel ja era el major fabricant alemany de vehicles de motor. El 1924, van utilitzar la seva línia de muntatge per a produir un nou descapotable denominat "Laubfrosch". El cotxe es va vendre per 4.500 marcs, però en 1928 costava tot just 2.700 marcs} degut en part a la línia de muntatge, i a l'enorme demanda. Adam Opel va obrir el camí per al transport motoritzat de forma fiable per a les persones de totes les classes socials.
Amb una quota de mercat del 37,5% a Alemanya va ser l'exportador d'automòbils més gran del país el 1928. Al març de 1929, General Motors, impressionada per les instal·lacions de producció moderna d'Opel, va comprar el 80% de la companyia, augmentant al 100% en 1931. La família Opel va guanyar $33.300.000. Posteriorment, una segona fàbrica es va construir a Brandenburg per la producció de camions lleugers "Blitz" (llampec). El 1935 Opel va ser el primer fabricant alemany d'automòbils en aconseguir produir més de 100.000 vehicles l'any, gràcies al model "P4". Opel també va produir el primer vehicle de producció en massa amb un cos únic d'acer, anomenat "Olympia". Amb el seu petit pes i l'aerodinàmica va significar una millora en el rendiment i el consum de combustible. Opel patenta el que es considera una de les innovacions més importants en la història de l'automòbil.
Del 1903 al 1932, Opel produí també motocicletes, inicialment amb motors d'altres fabricants i després amb uns de propis. Eren motos de mitjana cilindrada, una de les quals, de competició amb motor de 175 cc.
En el 1939 va veure la presentació de "Kapitan", amb un 2.5 litres i sis cilindres, el cos completament d'acer, suspensió davantera independent, amortidors hidràulics, aigua calenta per calefacció amb bufador elèctric i velocímetre central. Van sortir 25.374 Kapitäns de la fàbrica abans de la intensificació de la Segona Guerra Mundial, que va portar a una parada temporal a la tardor de 1940, per ordre del govern.

### Segona Guerra Mundial
La Segona Guerra Mundial va fer que 1945 fos l'únic any en tota la història d'Opel en què no es va produir cap cotxe. Abans que esclatés la guerra, Adam Opel AG s'havia establert com el fabricant d'automòbils més gran de vehicles a Europa. La combinació dels coneixements tècnics d'Opel i els recursos GM van produir excel·lents resultats. Malgrat l'asfixiant burocràcia, l'ambient econòmic a Alemanya en la dècada de 1930 havia fecundat amb força el creixement d'Opel i altres empreses d'automòbils. Però en el cas d'Opel, almenys, estava clar que l'expansió d'aquesta màquina industrial no estava dirigit en absolut cap als objectius militars.
Fins i tot després del juny de 1940, les connexions oficials entre Opel i Amèrica no es van trencar i van continuar durant tota la guerra, doncs la planta de Rüsselsheim, controlada per la firma JP Morgan, mai va tenir un paper important en els preparatius de la guerra d'Alemanya. Ni la planta de Ford a Colònia es va considerar prou fiable per la fabricació de tancs. En un principi es creia que la guerra seria una curta en favor d'Alemanya i les plantes van ser tancades per conservar els recursos, però no es convertiren a altres utilitats.
Quan en 1942 es va fer clar que la lluita continuaria per un temps, les fàbriques d'automòbils i camions van passar a treballar d'una manera modesta, Opel va assumir la producció de peces d'avions i tancs. Per satisfer les creixents demandes dels temps de guerra, camions de tres tones de disseny d'Opel es van construir sota llicència per Daimler-Benz a l'antiga fàbrica Benz a Mannheim.
Un dels vehicles militars més versàtil, el Kettenkrad, barreja de tanc i de la motocicleta, va ser impulsat amb un motor de 1.488 cc de quatre cilindres d'Olimpia. Produït per NSU, que tenia direcció de roda davantera de la motocicleta tipus per a girs suaus i corbes tancades negociades amb els frens a les erugues de propulsió.
A mesura que la guerra avançava, les autoritats militars van posar un major èmfasi en el desenvolupament dels motors refrigerats per aire. Per satisfer aquesta demanda, els enginyers d'Opel van desenvolupar una variació inusual en refrigeració normal per al motor del camió 3.6 litres. Se li va cridar "l'aire de refredament d'oli," i l'oli de motor usat per a prendre la calor de les camises dels barrils del cilindre. Els caps van ser refredats directament per via aèria, i hi ha tres caps d'alumini amb aletes per separat, cada porció de dos cilindres. D'aquest motor interessant, que es va desenvolupar 72 CV (54 kW, 73 CV) a 3000 rpm en el combustible de 74 octans, només tres exemples van ser construïts.
Altres treballs especials es van dur a terme a la fàbrica de Rüsselsheim, un va ser la construcció d'un intercooler per a la sobrealimentació dels motors d'aviació Junkers Juno. Amb un treball com aquest en marxa, els enemics d'Alemanya, naturalment, van prendre nota de les diverses plantes d'Opel i, a partir d'agost de 1944, la fàbrica va ser atacatada. La planta de camions de Brandenburg va caure en mans dels russos després de la divisió d'Alemanya en la guerra.Com reparacions de guerra per la destrucció, en virtut dels plans de les forces aliades, la Unió Soviètica va demanar al Govern Militar Aliat eines, plantilles, matrius, dispositius, i els dibuixos per al Kadett. Es faria servir per començar la producció d'automòbils a una filial d'Opel a Rússia ocupada per Leipzig. L'equip va ser lliurat degudament als soviètics el juny de 1946. Només un any més tard es va construir un cotxe Soviètic, el Moskvitch 400, va sortir d'una línia de muntatge de Moscou. Va ser l'Opel Kadett en cada detall, només es va canviar el nom. A finals de 1950 els russos estaven exportant aquests Kadetts Kremlin a Bèlgica. No va ser fins a 1959 un model de Moskovitch introduïdes que no tenia cap empremta d'enginyeria d'Opel. I en aquell moment estava a punt la companyia Opel per introduir un nou Kadett propi.
Només la forta resistència del govern nord-americà en la zona d'ocupació a Rüsselsheim, va impedir el desmantellament total de tota la planta d'Opel per reparacions a Rússia. GM no tenia ni veu ni vot en aquestes discussions i no estava segur exactament de quina postura prendre en algun moment cap a la seva filial. Alfred Sloan de GM va recordar:
| « | "(Opel) havia estat presa pel govern alemany poc després que va començar la guerra. El 1942 la inversió total en Opel van ascendir a uns $ 35 milions, i en virtut d'una decisió que el Departament del Tresor havia fet referides a béns en poder de l'enemic, se'ns va permetre amortitzar la inversió de la renda imposable actual. Tanmateix, aquesta sentència no va posar fi al nostre interès o responsabilitat per la propietat d'Opel. A mesura que el final de la guerra s'acostava, se'ns va donar a entendre que es considera encara els propietaris dels accions d'Opel, i que també se'ls va donar a entendre que a mesura que els propietaris, que pogués veure's obligat a assumir la responsabilitat de la propietat" | » |

Sloan i els seus col·laboradors no estaven segurs si valia la pena el risc en el caos de l'Europa de postguerra. L'extraordinària lleialtat dels seus treballadors va ser la responsable de la recuperació d'Opel el 1945: No eren oportunistes ambulants que havien vist en el seu treball a Rüsselsheim uns feina qualsevol. Al final de la guerra un petit grup de treballadors van començar a netejar la runa de la planta, i al maig de 1945, aquesta obra havia avançat prou com per permetre l'inici de la producció de peces d'Opel.

### Després de la Segona Guerra Mundial
Després de la guerra, la planta de Brandenburg va ser desmantellada i transportada a Rússia, i el 47% dels edificis destruïts en Rüsselsheim, ex empleats d'Opel van començar a reconstruir la planta de Rüsselsheim. En resposta a la urgent necessitat de nous camions a Alemanya lluiten per reconstruir, les autoritats nord-americanes que regulen Rüsselsheim concediren el permís a la planta per produir una tona d'1 i mig d'un camió accionat pel motor de 2 litres i mig Kapitan. Va ser un petit miracle que encara això era possible. El gener de 1946, la planta en si estava preparat per a construir camions, però moltes de les gairebé 12.000 peces necessàries per fabricar cada un d'ells no en tenien. I la malaltia i la mala nutrició van paralitzar el personal (6000 treballadors).
La superació d'aquests i altres obstacles, Opel finalment van celebrar la finalització de la primera postguerra, el camió Opel Blitz, dissenyat per funcionar tant amb gasolina o amb gas de fusta. Amb una producció a un ritme de 150 al mes, i al final de 1946 la producció total va ser de 839. Els refrigeradors Frigidaire també es fabricaven a Rüsselsheim, així com els motors per l'Olympia i el Kettenkrad NSU.
El següent pas per a Opel va ser la represa de la producció d'automòbils de passatgers. Podria haver estat més obvi la producció del Kapitan, ja que el seu motor estava ja en la producció de la camioneta, però les regulacions d'ocupació restringida als civils alemanys va fer l'Olympia el candidat obvi. Sota el Dr Ing e.h. Stief Karl, que havia estat cap d'enginyers d'Opel des de 1934, es van fer canvis útils a aquest cotxe. La suspensió davantera Dubonnet va ser substituïda per una disposició convencional de la bobina i la direcció es va reorganitzar en conseqüència. Anunciat el novembre de 1947, la producció d'Olimpia, va començar el desembre de 1948 i va permetre un modest retorn a les vendes d'exportació en aquest any. A l'octubre de 1948, l'Kapitan tornava de nou a la línia d'Opel, sense canvis, excepte per detalls com la forma dels fars i les millores en els molls i amortidors.
Altres esdeveniments de gran abast que podria afectar el futur d'Opel es duien a terme el 1948. Al febrer i març, un grup d'estudi de GM va arribar a Alemanya per investigar tots els aspectes de la situació econòmica d'Europa i els problemes especials d'Opel. En tornar es va presentar un informe, el 26 de març, recomanant que General Motors reprengués el control d'Opel. El 5 d'abril, però, el comitè de política financera de GM va arribar a la conclusió que "en vista de les incerteses que envolten l'operació d'aquesta propietat, la Corporació no es justifica en la represa de la responsabilitat del seu funcionament en aquest moment ..." GM, pel que sembla, no volia Opel.
En segon lloc pensaments sobre aquesta decisió va saltar immediatament en la ment dels executius com Alfred P. Sloan Jr, i Charles Wilson, president de GM. Més tard, Sloan va tractar de resoldre les diferències d'opinió amb un document de posició que espera que establiria les condicions per reprendre el control d'Opel. Sloan va suggerir,entre altres, que GM tingués el timó d'Opel de nou per dos anys "de prova" període per observar les condicions econòmiques. Amb aquestes pautes al cap es va posar la qüestió d'Opel de nou el 3 de maig amb el comitè de política financera de GM, que després va retirar les seves objeccions a un retorn a Rüsselsheim. Molts detalls, molts encara havien de ser resolts, tant dins de GM i en la zona ocupada. L'1 de novembre de 1948: General Motors va reprendre el control de gestió d'Adam Opel AG, Edward W. Zdunek, antic director regional per a Europa de General Motors va ser nomenat director general.
El nomenament de Zdunek va ser un moviment d'especial importància. Un executiu de la indústria del motor amb experiència, que no era volgut, però estimat per aquells que treballaven per a ell. Els canvis en els cotxes d'Opel a la gestió de GM no va aparèixer fins a gener de 1950. Un pas enrere va ser la substitució de la caixa de canvis de quatre velocitats amb una unitat per una de tres velocitats. Al febrer de 1951, en preparació del primer automòbil de la postguerra a Alemanya, l'Olimpia va disposar d'un maleter que encabia la roda de recanvi i rodes de 15 polzades en comptes de rodes de 16 polzades. Amb petits canvis aquest model va durar fins al març de 1953. Majors canvis es van fer el març de 1951, per anticipar l'obertura de les portes del Saló de Frankfurt el 19 d'abril. L'estil anterior va ser modificat per un contorn suau, i una nova reixeta horitzontal.
El 1953 la producció va superar les 100.000 unitats per primera vegada des de la guerra, i el 1954, quan la planta en expansió pel riu principal es va considerar completament reconstruït, un nombre de 24.270 eren empleats d'Adam Opel AG i 167.650 vehicles van ser construïts, un màxim històric.

### Iniciatives Ambientals 1980-1989
En la dècada de 1980, Opel presenta una sèrie d'iniciatives ambientals, algunes de les quals van ser pioneres en la indústria. L'Opel Omega, introduït el 1986, ofereix una àmplia gamma de gasolina de baixes emissions d'escapament i els motors dièsel, elegit "Cotxe de l'Any 1987". Opel estableix nous estàndards en l'aerodinàmica amb l'Opel Vectra el 1988.

### Creixement a través de la internacionalització 1990-1999
Opel fa un progrés significatiu en l'ampliació de la seva gamma de models, en la tecnologia de nous productes i en la internacionalització de la marca Opel. El Centre de Desenvolupament Tècnic d'Opel a Rüsselsheim, Alemanya es converteix en el nucli de General Motors. Opel té importants inversions en l'expansió de les plantes europees i les operacions i en les instal·lacions de producció a tot el món.

### La reestructuració d'Opel (2009-present)
A principis de 2009, el futur de la marca alemanya de GM, Opel va ser llançat a la incertesa quan la crisi financera mundial va portar a la fallida de GM.Opel, va ser controlada per un administrador, amb un tauler de control integrat per representants de GM, els empleats i el Govern alemany.
L'acord, subscrit pel Govern alemany, va ser negociat per la cancellera alemanya Angela Merkel. GM s'espera que mantingui una participació minoritària del 35% en la nova companyia, el personal d'Opel del 10%, amb un pla que va proposar vendre la major part de l'empresa a un dels dos socis:
- FIAT
- Un consorci de propietat majoritària d'un Sberbank de Rússia (35%), Magna Internacional del Canadà (20%), i els empleats d'Opel (10%)

La nova companyia no se'ls permet vendre cotxes Opel als EUA (permanent) i la Xina (almenys temporalment), que són els dos grans mercats del món. GM va anunciar que les ofertes finals van ser per ser col·locat amb ells el 20 de juliol, que va donar lloc a tres postors:
- Magna, sent recolzat per Sberbank, havia fet un canvi d'última hora a la seva oferta per tal d'aplacar les preocupacions sobre la influència del seu soci rus. Això donaria lloc als dos socis amb una quota del 27,5% en la nova empresa, amb GM retenció del 35%.
- Amb seu a Bèlgica RHJ Internacional dels inversors
- China Beijing Automotive Industries - desqualificat per "qüestions de propietat intel·lectual" als pocs dies.

Cap a finals d'agost de 2009 hi havia dubtes sobre si la venda d'Opel en realitat anava per davant, encara que un funcionari del govern alemany va revelar més tard que les converses continuaven. Això va ser seguit per RHJ Internacional d'elevar la seva oferta per Opel. El 10 de setembre de 2009, GM va acordar vendre una participació del 55% d'Opel al grup Magna amb l'aprovació del govern alemany. L'acord hauria mantingut Opel una part totalment integrada de l'organització mundial de GM, el desenvolupament de productes. No obstant això, el 3 de novembre de 2009, el directori de GM cancel·la l'oferta de Magna després d'arribar a la conclusió que Opel va ser crucial per a l'estratègia global de GM.Amb la reestructuració en curs els plans d'Opel ha anunciat el tancament de la planta d'Anvers a Bèlgica.

## Empresa
Els vehicles Opel es venen com Vauxhalls al Regne Unit. En altres mercats amb volant a la dreta a Europa, com Irlanda, Xipre i Malta, la marca principal és ara Opel. No obstant això, fins als darrers anys, molts cotxes Vauxhall van ser importats de segona mà encara al Regne Unit.
Opel és una de les Manufactures de cotxes més tradicionals d'Alemanya, i un dels més grans fabricants d'automòbils d'Europa. La companyia amb seu a Rüsselsheim opera 10 plantes en vuit països i dona feina al voltant de 37.000 persones (2017). Opel i la seva marca germana en el Regne Unit, Vauxhall, ven vehicles en més de 35 mercats a Europa. La major fàbrica està situada a Rüsselsheim. La planta de Rüsselsheim és la més gran en el 2002, que s'ha transformat a la fàbrica d'automòbils més moderna del món. Altres plantes d'Opel a Bochum, Eisenach i Kaiserslautern (Alemanya), Anvers (Bèlgica), Viena / Aspern (Àustria), Szentgotthárd(Hongria), Figueruelas (Saragossa, Espanya), i Gliwice (Polònia). Opel també es fabrica a Ellesmere Port de Vauxhall i la planta de Luton al Regne Unit. Opel ofereix també un centre de proves en Dudenhofen i un centre de proves i esdeveniments en Pferdsfeld.
El 2011 la companyia llançarà el Ampera, el primer vehicle elèctric amb una àmplia gamma.A partir del proper any, Opel començarà a vendre vehicles a Xile, cosa que el converteix en el primer país a Amèrica Llatina per llançar la marca alemanya. L'empresa tindrà el control del negoci directe d'un equip dedicat d'Opel que serà recolzat per GM Xile. Opel està preparant per entrar en mercats com Austràlia. La companyia havia anunciat que havia signat un Memoràndum d'Entesa amb Shlomo Grup d'exportar vehicles a Israel.
Opel Int. Technical Centre per al Desenvolupament (ITDC) a Rüsselsheim, Alemanya és el centre de recerca i desenvolupament. Està situat a Rüsselsheim, Alemanya, al barri prop de la planta de Rüsselsheim. Moltes de les funcions d'enginyeria de fabricació es troben encara dins de la planta. En l'actualitat prop de 8.000 empleats, incloent-hi la mà d'obra per a les proves de les instal·lacions i construir prototips. Estan treballant en l'ITDC. Personal d'Enginyeria comptarà aprox. 4000 incloent uns 1.000 enginyers de fabricació. En total, Opel té un paper molt important en el grup global de GM corporativa, ja que per exemple, ha desenvolupat i fabricat el Epsilon (I) platform, Epsilon II platform, Delta (I) platform, Gamma platform i va tenir un paper important en la desenvolupament de l'alta de gamma, les versions més refinada de la plataforma Delta II i la plataforma Gamma II. Així que Opel està en la majoria dels casos completament responsable de totes les arquitectures i tecnologies de cotxes fins a l'Opel Insignia / Buick Regal LaCrosse / Buick. En particular, tots els orientats cap al futur, les arquitectures modernes, GM complet eficient per a vehicles més compactes són desenvolupats per Opel a Rüsselsheim.
Fins i tot la idea i el concepte darrere del Chevrolet Volt / Opel Ampera es basa en Opel "El desenvolupament global de Línia de Vehicles Executiu i Cap Global d'Enginyeria del vehicle elèctric" amb Alemanya, Frank Weber, el primer i, per tant, líder del desenvolupament, que en el seu origen un Opel -empleat que es va traslladar als Estats Units per tal d'avançar en el desenvolupament d'aquest concepte de prestigi, revolucionària al país natal de GM en comptes de l'avançada alemanya que és Opel. El 2009, Weber va tornar durant la reorganització de la direcció d'Opel a Opel com "el vicepresident de Planificació i Operacions de Vehicles Comercials" per a l'empresa.
Opel també opera una de les més grans del món en centres de desenvolupament per a la tecnologia de pila de combustible, a Mainz-Kastel, Alemanya. Més de 100 enginyers d'Opel estan treballant allà.Al voltant de 350 persones treballen al Centre Europeu de Disseny d'Opel a Rüsselsheim. Situat al centre d'Opel a Rüsselsheim al campus, al costat de l'edifici de disseny de centres existents en el qual abans era el "Opel Live ' l'edifici transformat, expandeix les operacions de disseny d'Opel a prop de 20.000 metres quadrats. La nova filosofia de disseny d'Opel es diu art escultural combinat amb la precisió alemanya. Mark Adams és vicepresident de Disseny d'Opel.
Uns 1.016.000 d'automòbils Opel, vehicles comercials i conjunts de components van ser produïts en 2009. La companyia ha eliminat l'antiga estructura de gestió de GM Europa a Zúric (Suïssa), i ara es gestionen des de la seu de la marca Opel a Rüsselsheim, Alemanya. La companyia manté una quota de mercat de 2009 de 7.59 per cent a Europa Occidental. Opel va augmentar la seva quota de mercat i va recuperar la segona posició en el seu mercat d'origen alemany, mentre que Vauxhall es va mantenir el número dos en el Regne Unit. Les vendes de l'Opel Insígnia, Cotxe Europeu de l'Any 2009, va saltar a 160.000 el 2009. A Europa, l'Opel Insígnia. El nou Astra va guanyar el premi d'Or europea de direcció de la roda (Goldenes Lenkrad) i altres premis, fins i tot abans de la seva introducció en el mercat. Més de 160.000 comandes per a la versió de cinc portes ja s'han col·locat. El vehicle DEKRA va informar que el Corsa va tenir la menor taxa de ruptura de tots els cotxes al mercat a Alemanya. Tot i una reducció del 16 per cent en volum, la companyia encara va ser capaç de reduir les hores per vehicle, en un quatre per cent. Opel, per primera vegada van reportar menys de 20 VPH.

## Empleats i la producció a Europa
Des del 15 de gener de 2010, Nick Reilly és el president de l'Adam Opel GmbH. Alguns cotxes Opel s'estan construint a les filials de GM com GM Daewoo i altres empreses (Renault / SOVAB, Magyar Suzuki Corporation).
| Lloc de producció             | Producció des del | Productes                                                   | Comentaris                                                             | Treballadors |
| ----------------------------- | ----------------- | ----------------------------------------------------------- | ---------------------------------------------------------------------- | ------------ |
| Rüsselsheim, Alemanya         | 1898              | Insignia (Sedan, Hatchback i Sports Tourer), Buick Regal    | Int.Technical Development Center (ITDC) Headquarters of Adam Opel GmbH | 15.600       |
| Bochum, Alemanya              | 1962              | Zafira                                                      |                                                                        | 4.800        |
| Kaiserslautern, Alemanya      | 1966              | Components, motors                                          |                                                                        | 3.100        |
| Eisenach, Alemanya            | 1990              | Corsa                                                       |                                                                        | 1.700        |
| Luton, Gran Bretanya          | 1905              | Vauxhall/Opel Vivaro, Renault Trafic, Nissan Primastar      | Headquarters of Vauxhall                                               | 1.284        |
| Ellesmere Port, Gran Bretanya | 1962              | Astra cinc portes escotilla, Astra Van, Astra Sports Tourer |                                                                        | 2.117        |
| Saragossa, Espanya            | 1982              | Corsa, Meriva, Combo                                        |                                                                        | 5.670        |
| Gliwice, Polònia              | 1998              | Astra, Agila                                                |                                                                        | 3.000        |
| Aspern, Austria               | 1982              | Motors, Transmissions                                       |                                                                        | 1.800        |
| St. Gotthard, Hongria         | 1990              | Motors, Transmissions                                       |                                                                        | 620          |

## Logotip
Amb més d'un segle d'història, el distintiu dels automòbils Opel no ha variat molt. D'aquesta manera, des del naixement de la marca alemanya aquesta no ha tingut molts logotips diferents. El primer d'ells va aparèixer el 1898, any en què va ser construït el primer vehicle amb patent Opel. Es tractava d'una lipse horitzontal que tancava la paraula Opel i estava envoltada per una corona de llorer i portava incorporat el nom del seu fundador Adam Opel. Més tard el logotip va patir algunes modificacions i va aparèixer el següent logotip amb el símbol del llamp travessant el cercle, quedant d'aquesta manera, com actualment el coneixem.
Des de fa 45 anys, la marca ha portat el llamp implantat en el seu logotip. El raig que conforma el logotip prové de "Blitz", la seva traducció a l'alemany, i va ser implantat quan els models comercials d'Opel entre 1930 i 1950 van ser designats així. El 1937 li va ser afegit el cercle com a símbol de mobilitat.

## Opel en competició
Dins de la competició, en el món dels rallies és on la marca ha obtingut els seus resultats més rellevants. La primera victòria rellevant en el mundial de rallies la va obtenir Walter Röhrl al Rally Acròpolis de 1975 amb un Opel Ascona A, duo que ja s'havia proclamat campió d'Europa l'any anterior. El 1979, seria Jöchi Kleint qui es proclamaria campió d'Europa a bord d'un Ascona B. El major èxit vindria el 1982 amb l'Ascona 400, ja que Walter Röhrl es proclamava campió del món de rallies, encara que el campionat de constructors l'hi s'adjudicara Audi, quedant Opel a 2n lloc.
La marca també s'ha mostrat molt activa en el campionat alemany de Superturismes, el Deutsche Tourenwagen Masters (DTM), amb models com l'Omega 3000, el Calibra, l'Astra Coupé i l'Opel Vectra GTS V8. A causa dels escassos resultats esportius aconseguits per aquest últim, Opel va decidir anunciar la seva retirada d'aquesta competició al final de 2005. Aquesta decisió ha augmentat la incertesa sobre el futur del DTM.

## Màrqueting
L'equip de Màrqueting d'Opel té la seu a Rüsselsheim i desenvolupa conceptes de màrqueting estratègic. L'equip és liderat per Visser Allain, vicepresident de Màrqueting d'Opel, Vendes i Postvenda.

### Lemes
El lema corporatiu d'Opel és Wir leben Autos, que significa "vivim els cotxes". El lema en alemany es fa servir en molts països europeus.
El «Wir» (Nosaltres) representa l'entusiasme i l'actitud positiva dels empleats i concessionaris un gran punt de partida per al desenvolupament de productes intel·ligents, sorprenents i innovadors que subministren als seus clients.
La paraula «Leben» (en viu) encarna l'alt nivell d'energia en Opel. Es tracta d'una vitalitat que qualsevol que hagi experimentat un Opel pot sentir a través de la varietat de funcions pràctiques, innovacions interessants i un disseny fascinant i dinàmic.
Finalment, el «Cotxes» (cotxes) s'han convertit en una part essencial de les seves vides. Ells combinen les seves experiències personals amb la dels seus clients per tal que la seva mobilitat diària més simple i més còmode.

## Noms dels models
Des de l'inici de la producció fins a 1930, els models d'Opel normalment estaven formats per números, com ara 4 / 12 CV. El nombre abans de la barra va ser la potència fiscal, el nombre darrere d'ell va ser l'acompliment real en cavalls de força. Les excepcions van ser els primers a Opel, que portava el nom de Patents Motor Car "Sistema Lutzman", i el Regent d'Opel, des de 1928 fins a 25 vehicles van ser produïts. Aquest sistema força complicat va ser reemplaçat després de l'adquisició per part de General Motors el 1931 pel desplaçament del motor determinat (per exemple, 1.2 litres), que es va mantenir només fins a 1937. Una excepció en aquest cas va ser l'Opel P4, el nom indica les places del cotxe. El nom de la producció d'Opel Olympia 1935 va ser triat a la vista dels Jocs Olímpics d'Estiu el 1936 i adquirida pels següents models.
Si bé des de finals de 1930 i 1980 els termes de l'Armada Alemanya (el capità, l'almirall, cadet), i d'altres sectors oficials (Diplomat, el senador) es fa servir sovint com a noms de models, des de finals de 1980, els noms de disseny modificat per posar fi als "A". L'última sèrie que canviarà el seu nom va ser l'Opel Kadett, que va ser renombrado l'Opel Astra i va ser seguit pel canvi de nom dels models germana Anglès d'igualar. L'única excepció a aquesta nomenclatura va ser el construït sota llicència d'Opel Monterey. De la mateixa manera, els noms dels models dels models del transportador que acaba amb "O" (Combo, Vivaro, Movano, ex Camp). Ara els models que no tenen noms que acaben en "A" s'han tornat a introduir, com l'Opel Signum, Opel Speedster, encara que molts models "A" segueixen sent en la producció fins ara.

## Patrocini
Opel va ser l'autor de més èxit de samarretes de futbol d'Europa. El 2001, més del 70 per cent dels alemanys van qüestionar si sabia que Opel va ser el patrocinador del Bayern Múnic. L'enquesta, que es va completar abans del Bayern Múnic va guanyar el Campionat d'Europa, també va posar de manifest que Opel té una influència a nivell europeu. Fins al 20 per cent de la població francesa, el deu per cent dels espanyols,-nou per cent dels britànics sabien que Opel patrocinar el Bayern de Múnic. El patrocini d'Opel del París St Germain va ser reconegut per gairebé un terç dels francesos i una cinquena part dels francesos interrogats durant la revisió. I el seu patrocini del club italià AC Milan era conegut per més de 40 per cent dels italians, el 20 per cent dels alemanys i més de 10 per cent dels francesos.

## Models per a altres països
Molts cotxes venuts per General Motors a tot el món són els vehicles Opel, incloent models com l'Astra, Corsa, Insígnia i Zafira. Els Models d'Opel també es venen sota altres marques de GM, com Vauxhall al Regne Unit, Buick a la Xina i Amèrica del Nord i Chevrolet a Amèrica Llatina. El seu monovolum Zafira va ser venuda a Austràlia com Zafira Holden.

### Opel als Estats Units
Opel va aparèixer sota el seu propi nom als EUA des de 1958 fins a 1975, quan es van vendre a través de distribuïdors de Buick. El best-seller d'Opel als EUA van ser els 1964-1972 Opel Kadett, l'Opel Manta 1971-1975, i el ja clàssic 1968-1973 Opel GT. (El nom "Opel" es va aplicar també 1976-1980 en els vehicles fabricats per Isuzu (semblant al "Isuzu I-mark"), però mecànicament els cotxes eren completament diferents. No obstant això, existeixen i han estat molts dels automòbils venuts en els EUA que es basen en models d'Opel o en plataformes desenvolupat per Opel.

### Opel a Austràlia
Molts models d'Opel o models basats en arquitectures d'Opel s'han venut a Austràlia sota la marca de Holden. Actualment, per primera vegada, es preveu que la marca Opel serà presentat a Austràlia en uns mesos.

## Vehicles elèctrics

### Opel Ampera

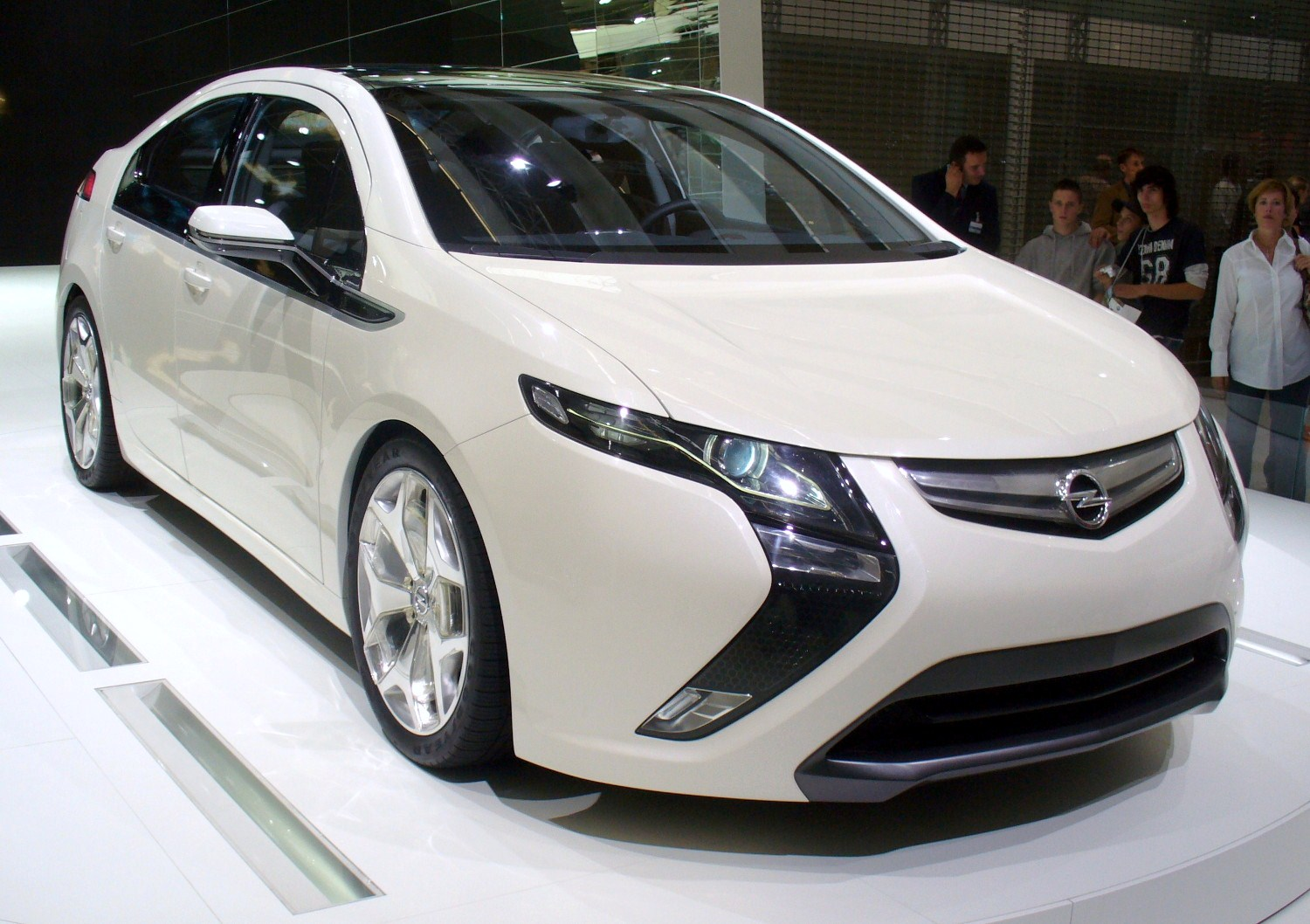
Opel Ampera al Saló de Frankfurt 2009

Poc després de l'estrena de la producció del Chevrolet Volt en el d'Austràlia 2008, el Saló Internacional de l'Automòbil, Opel va mostrar el Ampera, la variant europea del Chevrolet Volt el 2009 79 Auto Show de Frankfurt. També s'oferirà amb volant a la dreta en el Regne Unit per la germana d'Opel de la mateixa marca, Vauxhall.
El de cinc portes, quatre seients Opel Ampera utilitza la tecnologia de propulsió anomenat Voltec que opera de manera diferent d'altres sistemes de propulsió avançats. Aquest vehicle elèctric d'autonomia estesa (E-REV) utilitza l'electricitat com a font d'energia primària i la gasolina com a font secundària d'energia per generar electricitat.
Les rodes del Ampera es mouen amb energia elèctrica en tot moment hi ha qualsevol velocitat. Per als viatges de fins a 60 km (combinat), que funciona exclusivament amb l'electricitat emmagatzemada en el 16 kWh, bateria Liti, i no emet CO₂. Quan l'energia de la bateria és baixa, l'electricitat d'un motor-generador estén l'autonomia del Ampera a més de 500 km. El Ampera pot ser connectat a qualsevol presa de corrent de 230 V per a la càrrega. Opel està analitzant els requisits d'una infraestructura de recàrrega per a vehicles elèctrics endollables amb companyies energètiques, com Iberdrola d'Espanya. El vehicle elèctric d'autonomia estesa d'Opel s'anuncia per entrar en producció a finals de 2011.

### Opel Flextreme GT / E Concepte

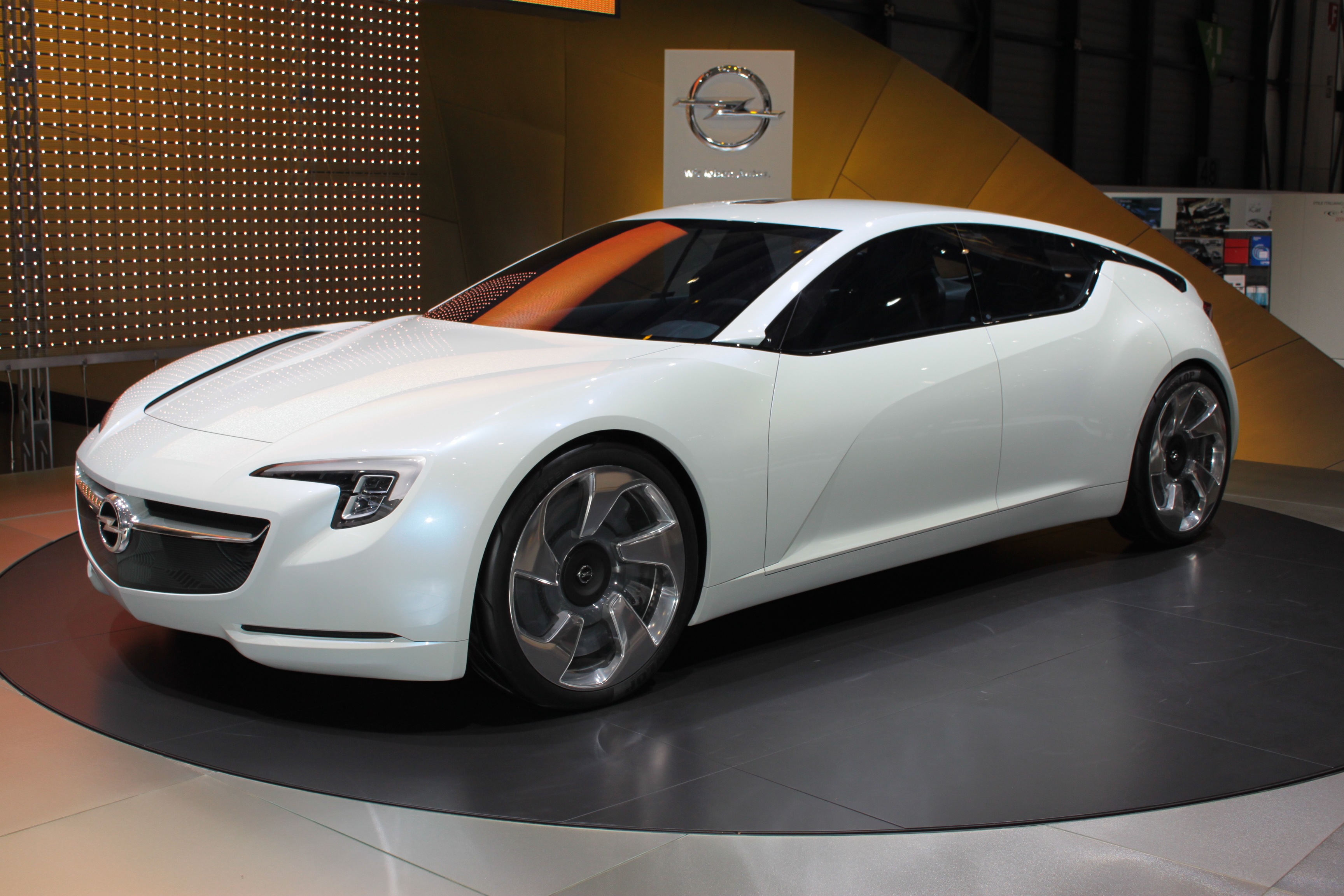
Opel Flextreme GT / E al Saló de l'Automòbil de Ginebra 2010

En l'estratègia d'Opel per aconseguir una major independència dels combustibles fòssils, l'electricitat té un paper clau. Els 4,7 metres de llarg Flextreme GT / E concepte lustra com la tecnologia del vehicle elèctric d'autonomia estesa (E-REV) es poden connectar als vehicles de mida mitjana o gran, igual que els cotxes compactes com el pròxim Ampera.
Opel crida a aquesta estratègia mobilitat il limitada: adaptar el sistema E-REV, unitat d'alta eficiència, que elimina les limitacions de l'energia de la bateria als vehicles en tots els segments del mercat.
El disseny planejat també permet que el Flextreme GT / E aconseguir una projecció de cooperació aerodinàmic de només 0,22, el que ajuda a arribar a un 200 km / h de velocitat màxima de més, així com conservar l'energia i ampliar el seu camp de pràctiques. Les característiques visuals inclouen una postura baixa i ampla, enfront de les llums en forma d'ala i la part posterior, un distintiu del nas i la reixeta, flotant pilars C i la carrosseria muscular, esculpit.
Malgrat la seva major grandària i una velocitat màxima de més de 200 quilòmetres per hora, el Flextreme GT / E està projectada per oferir un rendiment similar a la de l'Ampera: un camp de pràctiques amb piles de fins a 60 km amb zero emissions de CO2 - i una gamma total de més de 500 km. El consum mitjà de combustible s'estima en 1,6 l/100 km, amb emissions de CO2 de menys de 40 g /km.
A diferència d'un vehicle híbrid, les rodes del Flextreme GT / E es potencia en tot moment per l'electricitat. Per als viatges típics de fins a 60 km, l'energia és subministrada per una bateria en forma de T d'ions de liti situada sota el sòl i el seient del darrere. El petit motor de gasolina/generador està perfectament contractat per proveir d'electricitat cada vegada que la bateria s'esgota. En aquesta manera, el camp de pràctiques s'estén a més de 500 km, fins que el plug-in de bateria pot ser recarregada.
El motor de la unitat de tracció elèctrica ofereix una substancial 370 N · m (270 lliures peus) de parell motor instantani, proporcionant un rendiment viu i projeccions de zero a 100 km / h, l'acceleració (62 mph) en menys de nou segons.

## Models
- Agila
- Ampera
- Antara
- Opel Astra
- Combo
- Opel Corsa
- GT
- Insignia
- Opel Meriva
- Movano
- Tigra
- Vivaro
- Zafira
- Opel Vectra
- Opel Ascona
- Opel Kadett
- Opel Blitz
- Opel Diplomat
- Opel Senator
- Opel Omega
- Opel Rekord
- Opel Campo
- Opel Monterrey
- Opel Olympia
- Calibra
- Opel Manta
- Opel Monza
- Admiral
- Conmodore
- Kapitän
- Signum
- Opel Sintra
- Speedster
- Rak
- Opel Frontera
- Opel Arena
- Opel Mokka
- Opel Adam